# 仇元正
仇元正（1667年—？），江南徽州府歙縣（今安徽省黃山市歙縣）人，清朝軍事將領、武進士出身。
康熙三十年，登進士二甲第十九名。康熙四十年，任江西撫州營守備。康熙五十五年，任廣東廣州協標中軍都司。雍正元年，任湖廣提標左營遊擊。雍正三年，改湖廣澧州營參將。雍正四年，任陝西潼關協副將、川陝督標中軍副將、浙閩督標中軍副將。雍正七年，辦理雲南督標中軍副將、委護雲南曲尋鎮總兵，后改雲南開化鎮總兵。